# 出雲郵便局 (島根県)
出雲郵便局（いずもゆうびんきょく）は、島根県出雲市にある郵便局。民営化前の分類では集配普通郵便局であった。

## 概要
- 住所：〒693-8799 島根県出雲市駅南町3丁目15番1号

## 沿革
- 1872年8月4日（明治5年7月1日） - 今市（いまいち）郵便取扱所として開設[1]。
- 1875年（明治8年）1月1日 - 今市郵便局（五等）となる。
- 1876年（明治9年）5月 - 為替取扱を開始。
- 1879年（明治12年） - 貯金取扱を開始。
- 1892年（明治25年）1月1日 - 今市郵便電信局となる。
- 1903年（明治36年）4月1日 - 通信官署官制の施行に伴い今市郵便局となる。
- 1944年（昭和19年）4月1日 - 出雲郵便局に改称。
- 1956年（昭和31年）10月1日 - 電話通話および和文電報受付事務の取扱を開始[2]。
- 1967年（昭和42年）11月27日 - 出雲市今市町本町から、同市今市町北本町五丁目に局舎を新築、移転。
- 1991年（平成3年）10月1日 - 外国通貨の両替および旅行小切手の売買に関する業務取扱を開始。
- 1999年（平成11年）10月12日 - 出雲市今市町北本町五丁目1-1から同市今市町南本町16-10に移転。
- 2006年（平成18年）10月30日 - 稗原郵便局（〒693-0199→〒693-0104）、朝山郵便局（〒693-0299→〒693-0214）、神西郵便局（〒699-0899→〒699-0824）、大社郵便局（〒699-0799→〒699-0711）、荘原郵便局（〒699-0599→〒699-0502）、斐川郵便局（〒699-0699→〒699-0631）から集配業務を移管[3]。それに伴い、大社郵便局大社エル内出張所 (ATM) も当局の管轄に変更。
- 2007年（平成19年）10月1日 - 民営化に伴い、併設された郵便事業出雲（いづも）支店に一部業務を移管。
- 2012年（平成24年）10月1日 - 日本郵便株式会社発足に伴い、郵便事業出雲支店を出雲郵便局に統合。

## 取扱内容
- 郵便、印紙、ゆうパック、内容証明
- 貯金、為替、振替、振込、国際送金、外貨両替・トラベラーズチェック、国債、投資信託
- 生命保険、バイク自賠責保険、自動車保険、変額年金保険、がん保険、引受条件緩和型医療保険
- 地方公共団体事務（出雲市ごみ袋の販売）
- ゆうちょ銀行ATM
- 出雲市内の一部地域（旧出雲市・湖陵町・大社町・斐川町）（〒693-00xx、693-85xx、693-86xx、693-87xx、693-01xx、693-02xx、699-08xx、699-07xx、699-05xx、699-06xx）の集配業務
- ゆうゆう窓口

## 周辺
- 出雲地方合同庁舎
- 国道184号
- 赤川

## アクセス
- JR山陰本線、一畑電車北松江線 出雲市駅（南口）から徒歩約6分
- 山陰自動車道 斐川ICから西へ約9km
- 駐車場あり：30台